# Mikojan-Gurewitsch Je-8
Die Mikojan-Gurewitsch Je-8 (russisch Микоян-Гуревич Е-8) war ein sowjetischer Jagdflugzeug-Prototyp von 1962. Sie sollte das reguläre Nachfolgemodell der MiG-21 werden, wobei die später für ein anderes Flugzeug verwendete Serienbezeichnung MiG-23 vorgesehen war. Nicht lösbare Triebwerksprobleme und der dadurch verursachte Absturz des ersten Prototyps führten zur Einstellung des Programms.

## Entwicklung
Während der Serienproduktion der MiG-21 wurde das Potential ihrer Weiterentwicklungen erkennbar. So schien die MiG-21 die ideale Grundlage zur Umsetzung eines Regierungsbeschlusses zu sein, der ein Jagdflugzeug für kürzere Distanzen forderte, das unter allen Bedingungen Luftziele erfolgreich vernichten konnte. Durch die geplante Übernahme umfangreicher Baugruppen der MiG-21 sollten größere Umstellungen in der Fertigung vermieden werden.
Bei der als Je-8 bezeichneten Maschine versuchte man die besten Eigenschaften aller MiG-21 mit fortschrittlicher Elektronik und neuem aerodynamischen Wissen zu verbinden. So verfügte die Je-8 über das SPS (russisch сдува пограничного слоя – System zur Beeinflussung der Grenzschicht), das zu dieser Zeit noch nicht serienreif war, und sollte den in der Entwicklung befindlichen Feuerleitkomplex Sapfir-23 (Сапфир-23) der späteren MiG-23 erhalten. Ursprünglich sollte ein Radar vom Typ Basalt eingebaut werden, das aber ebenfalls nicht rechtzeitig zur Verfügung stand. An dessen Stelle wurden verschiedene Massepunkte und Telemetrieblöcke installiert, um die Einbaumasse zu simulieren. Um die Flugeigenschaften zu verbessern und zur Kompensation der Trägheit, die das schwere Feuerleitsystem mit sich brachte, verfügte die Je-8 über von den Konstrukteuren als Destabilisatoren bezeichnete Vorflügel, wie sie in ähnlicher Form heute an modernen Flugzeugen zu finden sind. Die Wirksamkeit solcher Vorflügel war schon am dritten Exemplar einer MiG-21F-13 (Je-6T/3) nachgewiesen worden. Diese wurden bei Überschallgeschwindigkeit in Neutralstellung arretiert und bewirkten im Überschallflug zwischen Mach 1,5 und Mach 2 eine Erhöhung des Auftriebs um den Faktor 2. Daraus ergab sich eine hohe Manövrierfähigkeit auch im Überschallflug. Die Stabilisierungsfläche (Falschkiel) unter dem Heck arbeitet analog zu der der MiG-23 und klappte beim Ausfahren des Fahrwerks zur Vermeidung von Bodenberührungen nach rechts weg. Die Tragflächen, das Cockpit, das Hauptfahrwerk und das um 13,5 cm tiefer gesetzte Höhenleitwerk stammten von der MiG-21PF. Der Kerosinvorrat der Je-8 war mit 3200 Litern in starren Tanks deutlich größer als bei der MiG-21. Der Lufteinlauf befand sich wie bei der späteren F-16 unter dem Cockpit, der Luftdurchsatz wurde mit einem hydraulisch angesteuerten Keil in drei Stufen geregelt. Dadurch war es notwendig, das Bugfahrwerk gegenüber der MiG-21 drastisch zu kürzen. Das erste Exemplar des Flugzeuges (Je-8/1) wurde im Januar 1962 fertiggestellt und im März 1962 wurde die Testmannschaft um die Piloten Georgi Mossolow und Alexander Fedotow sowie die Ingenieure Wano Mikojan und Kotschkin mit den Tests beauftragt. Am 6. April 1962 gab das Konstruktionsbüro seine Zustimmung für die Flugerprobung und am 17. April 1962 erfolgte der Erstflug mit Georgi Mossolow an Bord. Er absolvierte mit der Je-8 insgesamt 16:22 h Flugzeit.
Das unter der Leitung von Ingenieur Mezchwarischwilli entwickelte Triebwerk R-21 F-300, das leistungsfähiger, aber auch schwerer als das R-11 F2S-300 war, erwies sich als unzuverlässig. Während der Erprobung setzte es elfmal aus. Es neigte zum gefürchteten Pumpen des Verdichters und verursachte Resonanzschwingungen im gesamten Flugzeug. Beim Testflug des ersten Prototyps Je-8/1 am 11. September 1962 versagte dann das Triebwerk in über 15.000 m Höhe bei Mach 1,7. Untersuchungen zeigten, dass sich die sechste Verdichterstufe bei etwa 11.000–12.000/min explosionsartig zerlegt hatte und deren Trümmer nach dem Durchschlagen der Außenhaut die rechte Tragfläche beschädigt und das Querruder außer Funktion gesetzt hatten. Mikojans Cheftestpilot Mossolow konnte sich mit dem Schleudersitz retten, wurde jedoch dabei schwer verletzt. Er nutzte noch den bereits veralteten SK-Schleudersitz, da der vorgesehene modernere Schleudersitz KM-1 für den ersten Prototyp nicht rechtzeitig verfügbar war. Durch das Trudeln und die hohe Geschwindigkeit prallte er nach dem Ausstieg gegen Flugzeugteile und erlitt Frakturen beider Arme und eines Beines. Daneben erlitt er schwere Kopfverletzungen. Der Unfall beendete Mossolows bis dahin erfolgreiche Fliegerlaufbahn. Alexander Fedotow, der bis zum 4. September 1962 den zweiten Prototyp Je-8/2 bei 13 Testflügen erprobt hatte, wurde neuer Cheftestpilot bei Mikojan-Gurewitsch. Das Erprobungsprogramm wurde nicht wieder aufgenommen, obwohl die Je-8 ein gelungenes Flugzeug war und beim zweiten Prototyp Je-8/2 keine Probleme mehr auftraten.
Offiziell waren es im Wesentlichen die durch das Triebwerk verursachten seitlichen Schwingungen, die zur Einstellung des Projektes führten. Inoffiziell wurde wohl auch die geänderte Militärdoktrin, die mehr auf Kernwaffen und weitreichende Raketen denn auf Manöverluftkampf setzte, dem Projekt zum Verhängnis. Inzwischen arbeitete Mikojan-Gurewitsch bereits an einem Schwenkflügler, der die ursprünglich für die Je-8 vorgesehene Bezeichnung MiG-23 erhielt und für über ein Jahrzehnt in Großserie gefertigt werden sollte. Die Bewaffnung, einschließlich des Feuerleitsystems „Sapfir-23“, wurde in die MiG-23 eingebaut. Als Bewaffnung der Je-8 waren die Luft-Luft-Raketen R-3S und R-23T sowie GP-9-Gondeln mit 23-mm-Kanonen AO-9 (GScha-23) vorgesehen.

## Technische Daten
| Kenngröße             | Daten                                          |
| --------------------- | ---------------------------------------------- |
| Besatzung             | 1                                              |
| Spannweite            | 7,15 m                                         |
| Länge                 | 14,90 m ohne Staurohr 16,90 m mit Staurohr     |
| Flügelfläche          | 23,13 m²                                       |
| Flügelstreckung       | 2,2                                            |
| Leermasse             | 6.800 kg                                       |
| Startmasse            | maximal 8.200 kg                               |
| Höchstgeschwindigkeit | 2.230 km/h                                     |
| Gipfelhöhe            | 20.000 m                                       |
| Antrieb               | ein Tumanski R-21F-300                         |
| Leistung              | 45 kN ohne Nachbrenner 70,6 kN mit Nachbrenner |